# Necròpolis cartagineses a Eivissa

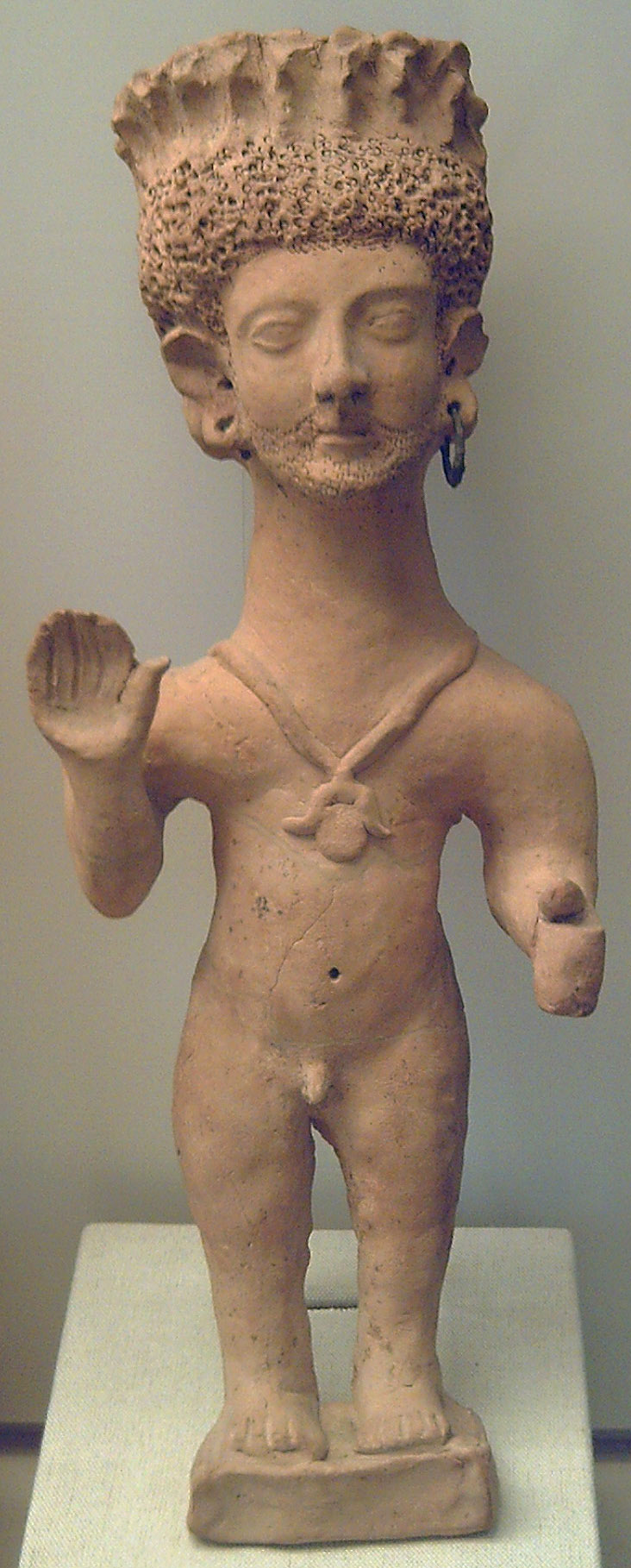

L'illa d'Eivissa (Ebysus), a la mar Mediterrània, fou colonitzada pels cartaginesos des del 654 aC, any en què fundaren Ibosim ('ciutat del déu Bes', actual ciutat d'Eivissa) com a factoria naval i fortalesa estratègica.
Els arqueòlegs han anat descobrint a l'illa diverses necròpolis de l'època dels cartaginesos, on s'han trobat grans quantitats d'objectes funeraris, si bé es tracta, en general, d'objectes pertanyents a paraments lleugerament pobres, amb pocs objectes preciosos i poques joies d'or, just al contrari del que succeeix amb els enterraments cartaginesos de Cadis. A Eivissa, abunden les figures de fang cuit amb collars de grans de vidre, os i marfil i rarament alguna arracada d'or. Els historiadors i arqueòlegs suposen que els cartaginesos que hi estan enterrats eren només capatassos i servidors de les factories que tenien establertes en aquestes terres, mentre que els empresaris i grans comerciants eren enterrats a Cartago (a la costa septentrional d'Àfrica). En aquestes necròpolis, s'han trobat imatges de divinitats i retrats funeraris que es dipositaven a les tombes perquè l'esperit del mort s'hi incorporés.
Aquestes necròpolis es troben generalment situades en esplanades reduïdes, de terreny calcari, junt a les platges. Els sepulcres foren excavats a la roca i alguns n'han arribat fins als nostres dies sense haver estat profanats, tot i que la majoria sí que ho van estar, fins i tot amb desordre i espargiment de tombes, la qual cosa ha suposat sempre un gran problema per als arqueòlegs.

## Puig des Molins[1]

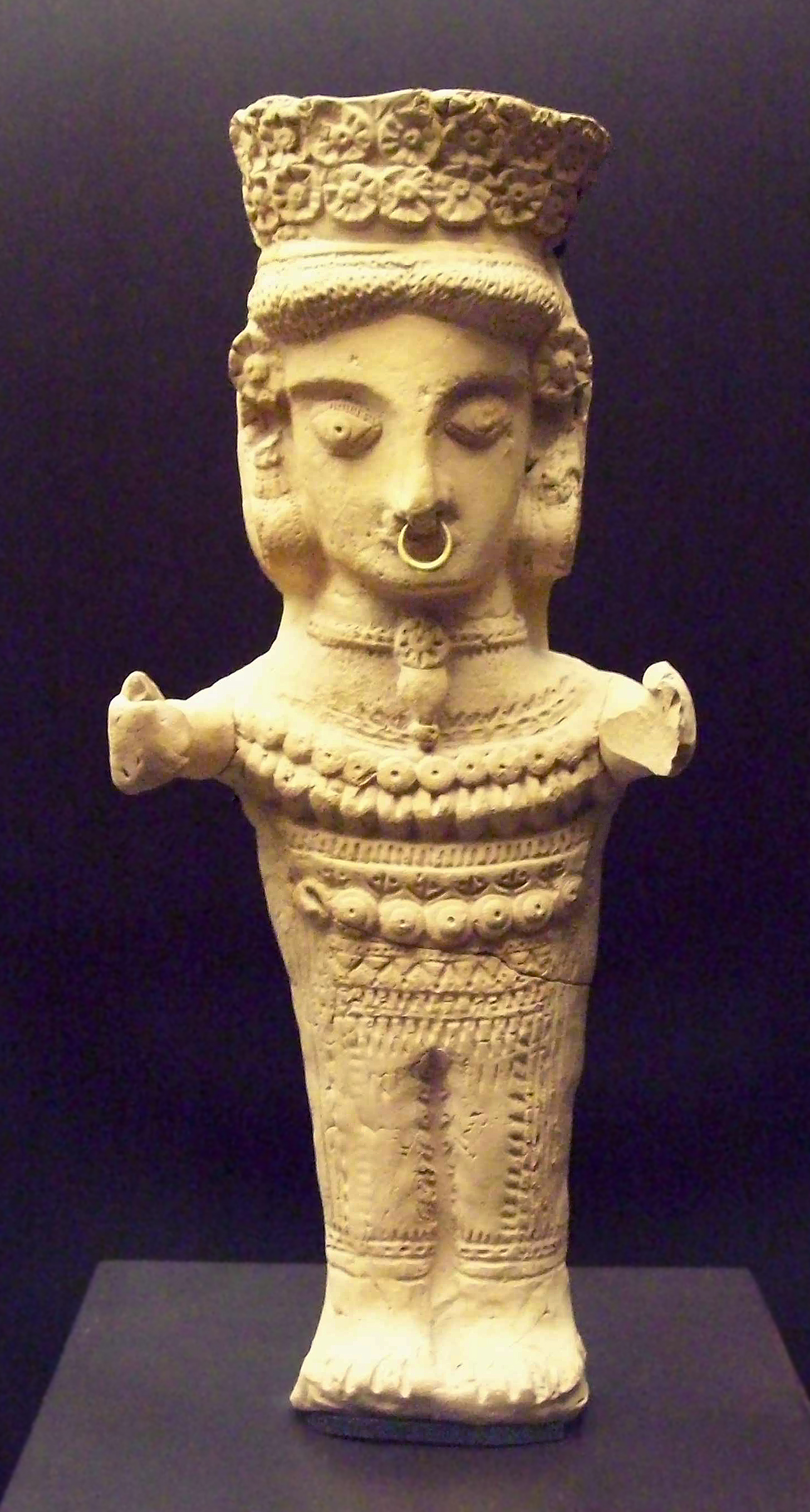

La necròpoli més important com a jaciment arqueològic és la que es va trobar al Puig des Molins. Es tracta d'una sèrie de coves a les quals es descendia per una obertura que era tancada amb lloses. A dins estaven els sarcòfags. De vegades, els cadàvers estaven coberts simplement per unes plaques. Tota el vessant de la muntanya denominada Puig des Molins es troba perforat per aquestes petites coves col·lectives, en què s'ha arribat a trobar entre 4 i 5 mil hipogeus. Els enterraments són d'inhumació o de cremació, depenent de l'època en què haguessin estat ocupats.
En aquest jaciment, s'han trobat paraments amb centenars de figures de fang cuit (fins i tot, s'han descobert en altres excavacions els motllos per fargar l'argila. Algunes en són representacions del mateix difunt i d'altres són de divinitats protectores i d'animals sagrats. Conjuntament amb aquestes figures, s'han trobat amulets, gots amb ofrenes, joies —encara que poques vegades—, lucernes a manera de llum o llanterna i monedes. Les representacions divines es refereixen quasi sempre a Demèter i Core. Aquestes dees reberen adoració en tota la Mediterrània cap a la segona meitat del segle v aC.
Les representacions del difunt, uns cops són masculines, amb barba o sense, i d'altres, les més nombroses, femenines. Aquestes van molt decorades amb una gran riquesa ornamental, tot això amb fang. Els estils de les figures, des del punt de vista de l'art, són de tres tipus:
- Egiptitzants
- Púniques (les més exuberants)
- Gregues

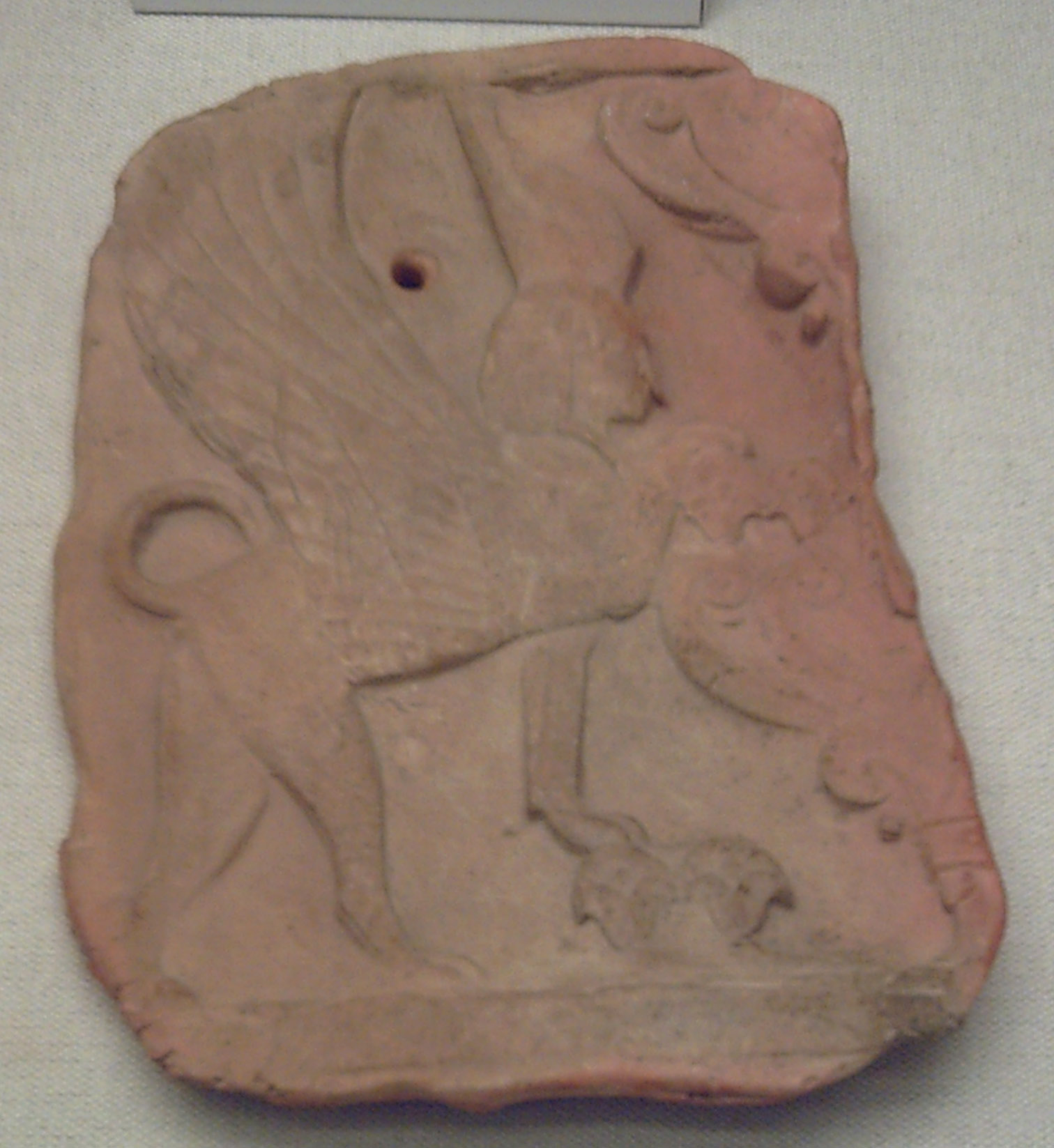

El fet que s'hi trobin els tres estils es deu al fet que, cronològicament, els enterraments trobats van des del segle v aC fins a l'època romana.
Les figures femenines duen, generalment, un mantell adornat amb gran decoració de rosetes, flors i temes grecs i orientals. Els braços es coïen a part i després s'aferraven, uns cops oberts, d'altres oferents i d'altres portant símbols (com la figura de la imatge). La majoria d'aquestes figures són representacions de dees d'art grec, ja que, segons es creu, va haver-hi al llarg dels segles una gran aportació ètnica des de la Magna Grècia.